# Martinovo Selo
Martinovo Selo je naselje u Hrvatskoj u općini Jelenju. Nalazi se u Primorsko-goranskoj županiji.

## Zemljopis
Nalazi se na istočnoj obali rijeke Rječine. Sjeverno je Lubarska, istočno Ratulje i Jelenje, zapadno preko rijeke su Baštijani, južno preko rijeke je Lopača. Jugoistočno su Lopača, Drastin i Lukeži. Dalje na zapadu su Saršoni. Sjeverozapadno su Milaši i Brnelići.

## Stanovništvo
| broj stanovnika | 169   | 156   | 162   | 161   | 183   | 212   | 169   | 164   | 142   | 137   | 134   | 146   | 150   | 131   | 129   | 117   | 112   |
|                 | 1857. | 1869. | 1880. | 1890. | 1900. | 1910. | 1921. | 1931. | 1948. | 1953. | 1961. | 1971. | 1981. | 1991. | 2001. | 2011. | 2021. |